# Jan Theodor Sixt z Ottersdorfu
Jan Theodor Sixt z Ottersdorfu (asi 1569 – 1654) byl vzdělaný staroměstský měšťan, člen direktoria českých stavů v době stavovského povstání (1618–1620).

## Život
Jeho otcem byl humanista Sixt z Ottersdorfu. Stejně jako jeho otec studoval na Univerzitě ve Wittenbergu, kde byl imatrikulován 24. 5. 1589 společně s Janem Thadeem Meziříčským a dalšími osobnostmi českého humanismu. Po otci zdědil Sixtův dům na Starém Městě v Celetné ulici 2, který dal v letech 1607-1612 přestavět.
Za vlády zimního krále Fridricha Falckého působil jako jeden z defensorů a direktor, během stavovského povstání těžce onemocněl a nemohl se účastnit jednání vzbouřenců, což se poté u soudu bralo jako polehčující okolnost.
Dne 20. února 1621 byl uvězněn ve staroměstské „špince“. Na popraviště na Staroměstském náměstí vešel jako první za městský stav. Poté přišli jeho synovci, bratři Platejsové, se zprávou, že předseda mimořádného tribunálu Karel I. z Lichtenštejna exekuci jejich strýce pozastavil a nařídil jej odvést zpět do vězení. Obzvláště starší z obou synovců, Jan Arnošt Platejs z Platenštejna, se za Sixta přimlouval. Jan Arnošt byl synem Jana Platejse z Platenštejna a jeho ženy, která byla ovdovělou dcerou pána z Ottersdorfu. Jan kvůli kariéře přestoupil z protestantské na katolickou víru a syny dal vychovat jezuitům.
Jan Theodor Sixt z Ottersdorfu následně odešel do exilu; zemřel roku 1654 v Drážďanech.